# Tesis Aviation Enterprise
Tesis Aviation Enterprise (Russisch: ТЕСИС авиапредприятие) was een Russische luchtvaartmaatschappij met thuisbasis in Moskou. Zij voerde vrachtchartervluchten uit binnen Rusland en was gespecialiseerd in vrachtvluchten van en naar China, India en de Verenigde Arabische Emiraten.

## Geschiedenis
Tesis Aviation Enterprise werd opgericht in 1992 als een luchtvrachtexpediteur en startte als luchtvaartmaatschappij in 1995.

## Diensten
Tesis Aviation Enterprise voerde lijndiensten uit naar: (nov. 2006)
Moskou, Leipzig, Nanking.

## Vloot
De vloot van Tesis Aviation Enterprise bestond uit: (nov. 2006)
- 1 Boeing B-747-200B
- 9 Ilyushin IL-62TD